# Cláudio Tencati
Cláudio Aparecido Tencati Cláudio, meglio noto come Cláudio Tencati (Indianópolis, 5 dicembre 1973), è un allenatore di calcio brasiliano.

## Palmarès

### Allenatore
- Campionato paranaense di seconda divisione: 1

Londrina: 2011
- Campeonato Paranaense: 1

Londrina: 2014
- Primeira Liga: 1

Londrina: 2017
- Campionato Catarinense: 2

Criciúma: 2023, 2024